# Chrysopogon albosetosus
Chrysopogon albosetosus är en tvåvingeart som beskrevs av Clements 1985. Chrysopogon albosetosus ingår i släktet Chrysopogon och familjen rovflugor. Inga underarter finns listade i Catalogue of Life.